# Lliga d'Ateus Militants
La Lliga d'Ateus Militants (en rus Союз воинствующих безбожников Soyuz voinstvuyushchikh bezbozhnikov) va ser una organització atea i antireligiosa de l'URSS que va existir entre 1921 i 1947. L'entitat va arribar a assolir els 3,5 milions d'afiliats, els quals es dedicaven a intentar convèncer i perseguir les persones del seu entorn que sabessin creients. Primerament s'hi van unir treballadors no qualificats desitjosos de congraciar-se amb el Partit Comunista, però posteriorment la seva influència va estendre's i van participar de les seves activitats persones de diferents condicions i orígens ètnics.
El seu màxim òrgan d'expressió era el diari Bezbozhnik, que significa "Sense Déu", i que va ser concebut com un instrument de propaganda i formació interna dels afiliats. Es considerava que qualsevol manifestació religiosa era enemiga del socialisme i que per tant calia erradicar el culte i perseguir els religiosos perquè no propaguessin la seva fe. Inicialment es va optar per la reeducació dels creients, però a partir de la dècada de 1930 es va acceptar la violència com a manera legítima de fer-los cessar en les pràctiques religioses, fins i tot si comportava la "destrucció de vides humanes", com es va aprovar en un congrés de l'entitat.
La Lliga d'Ateus Militants va preparar material propagandístic que difonia per escoles, associacions juvenils, fàbriques i altres entitats afins al règim. En diversos opuscles s'animava a acabar amb la religió amb els mitjans disponibles, lluny de la línia del primer marxisme que considerava que l'educació de la gent en el socialisme faria morir per si sola la religió. Des del govern es va dictaminar que era positiu que els membres del Komsomol ho fossin també de la Lliga, perquè els joves podien delatar les pràctiques secretes religioses dels seus familiars.

Exemple de revista amb contingut contra la religió

Els comitès locals podien demanar a la Lliga que tanqués els temples i llocs de culte de la seva comunitat si una majoria de la població hi donava suport. Això va provocar la destrucció d'esglésies i altres monuments lligats a la religió, si bé d'altres es van conservar per respecte a la història per pressions veïnals. Igualment es va dur a terme una campanya per a la retirada de les icones de les llars particulars, fet que va provocar un fort rebuig social.
Quan els nazis van envair l'URSS van permetre la reobertura dels temples, als quals acudiren en massa els creients, contradient les estadístiques prèvies de la Lliga sobre el seu èxit en l'erradicació de la fe entre el poble soviètic. Els aliats van pressionar Ióssif Stalin perquè aturés la seva persecució a la religió, amb l'amenaça de no ajudar-lo en la seva lluita contra els alemanys, ja que no volien que els nazis fossin vistos pels russos com els llibertadors que els permetien expressar la seva fe. Per això Stalin va ordenar el desmantellament de la Lliga d'Ateus Militants i després de la guerra, malgrat l'ateisme continuava sent una doctrina oficial, no la va reconstituir.